# Sylvia Chant
Sylvia Chant, née le 24 décembre 1958 et morte le 18 décembre 2019 est une universitaire britannique, professeure de géographie du développement à la London School of Economics and Political Science. Féministe, elle a été une pionnière à montrer la nécessité de reconnaître le rôle des femmes dans le développement.

## Biographie
Sylvia Chant nait à Dundee le 24 décembre 1958 et grandit à Londres.
Sylvia Chant obtient son Bachelor of Arts au King's College de Cambridge. Elle commence en 1981 son doctorat à l'University College de Londres, sous la direction de Peter Ward et Alan Gilbert, en étudiant le rôle des femmes dans la construction et la consolidation des logements sociaux à Querétaro, au Mexique. Son doctorat, soutenu en 1984, s’intitule Las Olvidadas : une étude sur les femmes, le logement et la structure familiale à Querétaro, au Mexique (a study of women, housing and family structure in Queretaro). Il s'agit d'une des premières études à reconnaître les femmes comme des actrices clés de l'auto-construction de logements dans les communautés urbaines pauvres des pays du Sud.
Chant est chargé de cours en géographie et en études latino-américaines à l'université de Liverpool de 1987 à 1988, avant de rejoindre la London School of Economics (LSE).
Elle est présidente de la Society for Latin American Studies, au Royaume-Uni, de 1997 à 1999.
En 2002, elle devient présidente du département de géographie et d'environnement de la LSE.
Elle a également travaillé en tant que conseillère ou consultante pour, entre autres, l'UNRISD, le FNUAP, l'UN-DESA, l'ONU-Habitat, l'OIT, l'UNICEF, le PNUD, la CEPALC, le Secrétariat du Commonwealth et la Banque mondiale et de Womankind Worldwide. Elle a été membre d'un groupe consultatif d'experts pour le rapport de l'ONU Femmes sur la situation des femmes dans le monde 2018 et co-autrice principale du premier rapport d'ONU-Habitat sur la situation des femmes dans les villes (2013).
Elle a été membre du comité consultatif de rédaction de l'International Development Planning Review, du Singapore Journal of Tropical Geography, du Journal of Migration Studies, et de Critical Business.
Elle meurt en 2019 des suites d'un cancer.

## Travaux
En 1989, elle publie avec Lynne Brydon Women in the Third World, premier du genre à défendre l'importance d'analyser les rôles des femmes dans les zones rurales et urbaines du monde en développement et à leur donner la parole, au lieu de se contenter des statistiques habituelles. Elle développe ensuite des travaux conceptuels, empiriques et politiques sur la nature sexuée de la pauvreté, des inégalités et de l'urbanisation.
Sylvia Chant s'oppose aux conceptions simplistes de la féminisation de la pauvreté qui stipulent que les ménages dirigés par des femmes sont automatiquement plus susceptibles de vivre dans la pauvreté que ceux dirigés par des hommes,. Elle théorise une alternative à la notion de « féminisation de la pauvreté » avec la notion « féminisation de la responsabilité et/ou de l'obligation », beaucoup plus nuancée, permettant de montrer comment les femmes sont de plus en plus chargées de faire face à la pauvreté tout en ayant plus de responsabilités et de charges ménagères que les hommes.
En 2000, elle défend avec Matthew Gutmann dans Mainstreaming Men into Gender and Development l'importance d'inclure les hommes dans les débats et les projets sur le genre et le développement, suggérant qu'une véritable transformation féministe n'est pas possible sans cela, tout en veillant à ce que les femmes ne soient pas ré-exclues.
Elle a notamment travaillé au Costa Rica, au Mexique, aux Philippines et en Gambie. En Gambie, elle travaille sur la résistance aux mutilations génitales féminines aux côtés de l'organisation gambienne de défense des droits de l'homme, GAMCOTRAP. Elle montre aussi que la scolarisation seule ne garantit pas que les jeunes femmes soient en mesure de développer une liberté personnelle et un emploi décent, et que des politiques éducatives intégrant l'équité entre les sexes dans le développement des programmes est également nécessaire.

## Principales publications
- (en) Lynne Brydon and Sylvia Chant Aldershot, Women in the Third World: gender issues in rural and urban areas, Edward Elgar Publishing, 1989, 327 p.
- Sylvia Chant, « Women-Headed Households: Poorest of the Poor?:Perspectives from Mexico, Costa Rica and the Philippines », IDS Bulletin, vol. 28, no 3,‎ juillet 1997, p. 26–48 (ISSN 0265-5012 et 1759-5436, DOI 10.1111/j.1759-5436.1997.mp28003003.x, lire en ligne)
- Matthew C. Gutmann, Mainstreaming men into gender and development : debates, reflections, and experiences, Oxfam, 2000 (ISBN 0-85598-451-1 et 978-0-85598-451-9, OCLC 46635403)
- Sylvia H. Chant, Gender, generation and poverty : exploring the 'feminisation of poverty' in Africa, Asia and Latin America, Edward Elgar, 2007 (ISBN 1-84720-688-3 et 978-1-84720-688-6, OCLC 654750946, lire en ligne)
- Sylvia Chant et Cathy McIlwaine, Geographies of development in the 21st century : an introduction to the global South, Edward Elgar Publishing, 2009 (ISBN 1-84720-966-1, 978-1-84720-966-5 et 1-84720-965-3, OCLC 246917141)
- (en) Chant, Sylvia, ed., The International Handbook of Gender and Poverty: Concepts, Research Policy., Cheltenham, Edward Elgar Publishing, 2010

## Récompenses
- 1994-1995 : Nuffield Social Science Research Fellowship[6]
- 2003-2006 : Bourse de recherche majeure Leverhulme[2],[6]
- 2011 : Membre de la Royal Society of Arts[2],[8]
- 2013 : désignée comme "global thinker" sur le genre et la pauvreté dans la troisième édition de Global Sociology[8].
- 2016 : Membre de l'Académie des sciences sociales (en)[1],[8]
- Professeure invitée à l'université Complutense de Madrid et à l'université Pablo de Olavide de Séville en Espagne, ainsi qu'aux universités de Fribourg, Berne et Göteborg[1].

En 2021, le département de géographie et d'environnement de la LSE a créé en son honneur une série de conférences publiques, les conférences Sylvia Chant.